# Vernie
Vernie é uma comuna francesa na região administrativa do País do Loire, no departamento de Sarthe. Estende-se por uma área de 10 km². Em 2010 a comuna tinha 335 habitantes (densidade: 33,5 hab./km²).